# 早坂文雄
早坂 文雄（はやさか ふみお、1914年8月19日 - 1955年10月15日）は、日本の作曲家である。宮城県仙台市出身。

## 生涯

### 幼少期から青年期
1914年（大正3年）、宮城県仙台市東一番丁（現・青葉区）で、早坂順之助・ふみ江の子として生れる。兄弟姉妹は兄（夭折）、弟、妹2人がおり、他に順之助と先妻との間に生まれた異母兄がいた。早坂家は代々宮城県志田郡三本木町の地主の家系で、祖父の代までは裕福だったと言われるが、父（順之助）の代には没落していた。1918年（大正7年）4月頃に北海道札幌市南7条西7丁目（現・中央区）に転居した。ただし、本人は生涯にわたって故郷は北海道ではなく宮城県であるという意識を持っていたという。家庭はこれといって音楽的環境ではなかったが、父は日本画をたしなみ、早坂も旧制・北海中学校（現北海高等学校）入学時には洋画家になろうと思っていたが、15歳の頃から作曲家を志すようになった。しかし16歳の時に父が出奔し、翌年には母も病没したため、2人の弟妹の面倒を一人で見なければならなくなり、音楽学校への進学を断念し、中学卒業ののち実社会に入った。
音楽への情熱は冷めやらず、ピアノが買えない彼は、ピアノの音が聴こえれば、見知らぬ家であろうとかまわずに、その家でピアノを弾かせてもらっていた。1934年、旧知であった伊福部昭・三浦淳史らによって「新音楽連盟」が結成されると、早坂もメンバーとなり、同年9月30日に開催された「国際現代音楽祭」では、ピアニストとしてエリック・サティ、マヌエル・デ・ファリャなどの作品を演奏した。このとき早坂により演奏された、サティの《右と左に見えるもの》、《三つのグノシェンヌ》、《気取りやの気むずかし屋の三つの特異的ヴァルス》、《新婚者の起床》の4曲は、全て日本初演であった。また同じころ、雑誌『音楽新潮』の寄稿者であった清瀬保二にピアノ曲《君子の庵》を送ったことから、清瀬との交流が始まる。カトリック教会でオルガニストを務めていた1935年、《二つの讃歌への前奏曲》が日本放送協会「祝典用管弦楽曲」懸賞に第2位入選し、翌1936年（昭和11年）1月に放送初演される。この時上京し、清瀬保二、菅原明朗、江文也らに会う。3月には日本現代作曲家連盟に入会し、この頃から『音楽新潮』などに寄稿するようになっていく。また、同年来日したアレクサンドル・チェレプニンの指導・影響を受けた。

### 上京後
1937年（昭和12年）、ピアノ曲《夜曲第1番》（1936年）がチェレプニン楽譜no.31として出版される。翌年、管弦楽曲《古代の舞曲》（1937年）がワインガルトナー賞優等賞を受賞する。同年胸部疾患にかかり静養するが、1939年（昭和14年）東宝映画社長の植村泰二に認められて上京、東宝映画に音楽監督として入社した。トーキー音楽の新分野に多くの仕事をこなし、名声を確立していく。同年、荻原利次、石田一郎、塚谷晃弘の「独立作曲家協会」に加わる。
翌1940年、管弦楽曲《序曲ニ調》（1939年）が日本放送協会主催「紀元二千六百年奉祝管弦楽曲」懸賞に主席入選。5月、日本現代作曲家連盟 創立十周年記念作品発表会で《ピアノのための五つの楽章》（1940年）が初演され、7月の連盟総会で「第18回 国際現代音楽祭」に出品決定。同年、独立作曲家協会の第4回作品発表会で《五音音階によるピアノアルバム第1、第2》（1940年）などが初演された。
1941年（昭和16年）、日本大学芸術科講師となり、新設の「映画音楽」を担当した。同年、日本音楽文化協会が発足し、その作曲部委員に就任する。1942年（昭和17年）、《室内のためのピアノ小品集》（1941年）が日本音楽文化協会「第3回 室内楽作品試演会」で初演される。また同年、東京交響楽団（現東京フィルハーモニー交響楽団、東京交響楽団とは無関係）主催「現代日本の作曲」演奏会で、《左方の舞と右方の舞》（1941年）がマンフレート・グルリットの指揮により初演される。しかし、肺浸潤を発病し、医師に2年間の療養を勧告され、入院する。1944年（昭和19年）、退院し、映画音楽などの仕事を再開するが、秋に再発。再び療養生活に戻る。

### 戦後から亡くなるまで

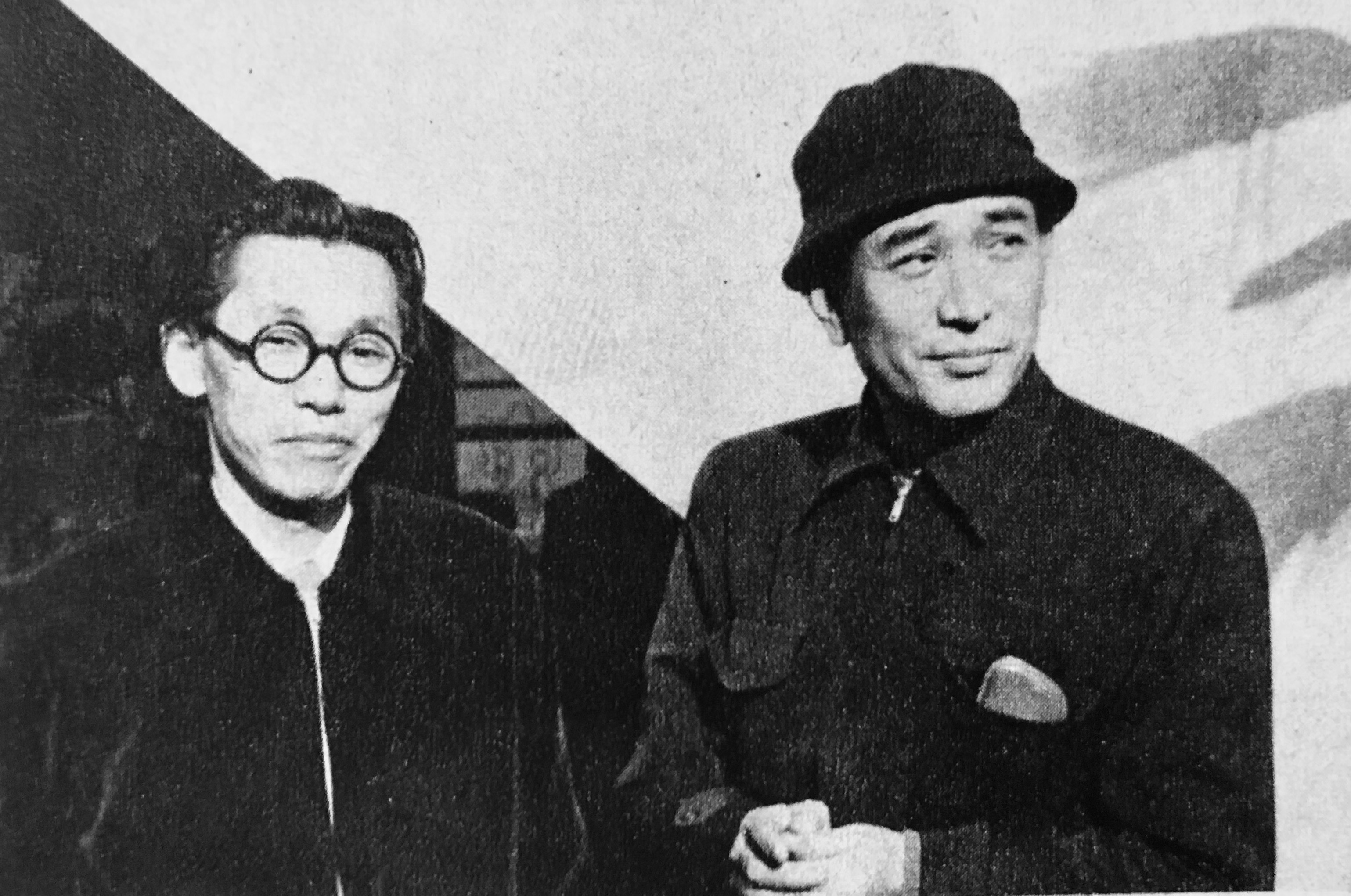
早坂と黒澤明

終戦後、箕作秋吉によって「再結成」された「日本現代音楽協会」の作曲部推薦委員に就任する。同年、清瀬保二、伊福部昭、松平頼則、渡辺浦人、塚谷晃弘、荻原利次らと「新作曲派協会」を組織し、早坂は幹事として戦後の作曲家グループの先端の一翼を担った。
戦後は新作曲派協会において毎年作品を発表するなど精力的に活動を続けながら、同時に映画音楽の分野でも卓越した才能を発揮し、多忙な日々を送る。1947年（昭和22年）、新作曲派協会「第1回作品発表会」においてピアノ曲《詩曲》（1947年）などが初演される。同年、黒澤明と初めて会う。
翌1948年、《ピアノ協奏曲》（1948年）が東宝交響楽団（現東京交響楽団）主催「第11回東宝グランド・コンサート 日米現代音楽祭」で梶原完独奏により初演される。1949年（昭和24年）、「第3回 毎日映画コンクール」において、『酔いどれ天使』『富士山頂」『虹を抱く処女』の映画音楽で音楽賞を受賞する。翌1950年も『野良犬』で同賞を受賞。同年、東宝を離れ、「映画音楽家協会」を設立する。1951年（昭和26年）、音楽を担当した黒澤明監督の『羅生門』がヴェネツィア国際映画祭で金獅子賞を受賞し、その音楽も大きな話題となる。
1953年（昭和28年）、以前より次第に悪化していた結核により、一時危篤状態に陥るが、奇跡的に回復を果たす。同年秋、新作曲派協会、日本現代作曲家協会を脱会、また蔵書を売るなど身辺整理を始める。翌年、『音楽芸術』誌上で三浦淳史と「早坂文雄と汎東洋主義（パンエイシヤニズム）音楽論」と題して対談し、自作を語る。
1955年、交響的組曲《ユーカラ》（1955年）が東京交響楽団定期演奏会で初演される。その年の10月、映画『生きものの記録』作曲中に容態が急変し、死去した。没後、毎日映画コンクール音楽特別賞、芸術選奨が贈られた。
早坂はピアノ曲、管弦楽曲、室内楽曲、映画音楽の分野で作品を残している。特にピアノ曲は全創作期に渡っている。また映画音楽の分野では『羅生門』『七人の侍』他の黒澤明作品、『雨月物語』などの溝口健二作品など数多くの作品の音楽を手掛けた。また、『日本的音楽論』（1942年）の著書があり、多くの作品評・作曲家論（清瀬保二・諸井三郎など）も残している。

### 没後の動き
1979年4月6日、東京文化会館大ホールにおいて、芥川也寸志指揮、新交響楽団第83回演奏会「日本の交響作品展 3 早坂文雄」が開催された。プログラムは、映画音楽『羅生門』から（タイトル音楽、杣売の証言の場面、多襄丸の証言の場面、ラスト・シーン、真砂の証言の場面のボレロ）「古代の舞曲」「左方の舞と右方の舞」「管弦楽のための変容」（初演）であった。
没後45年経った2000年10月から12月にかけて、東京・上野の旧東京音楽学校奏楽堂において、『早坂文雄展』が開催された。没後ちょうど50年にあたる2005年10月15日には、東京・新宿のホテルで早坂を偲ぶ「没後50年 感謝の会」が開かれた。早坂の親族をはじめ、湯浅譲二・佐藤慶次郎（共に作曲家）、野上照代（スクリプター）、村木与四郎（美術監督）、土屋嘉男（俳優）、桂木洋子（元女優・黛敏郎未亡人）、黒澤和子（映画衣裳デザイナー・黒澤明長女）、三船史郎（元俳優・三船敏郎長男）など、数多くの音楽・映画関係者が出席した。
同年、砧撮影所倉庫で『七人の侍』の音楽の音源テープ（東京通信工業（現ソニー）製テープレコーダーによる録音）が発見された。
没後60周年を迎える2015年は、10月10日に東京交響楽団の「現代日本音楽の夕べシリーズ」第18回企画として、「早坂文雄 没後60年コンサート」（大友直人指揮）が、ミューザ川崎シンフォニーホールで開催され、《映画「羅生門」から 真砂の証言の場面のボレロ》、《交響的童話「ムクの木の話し」》、《ユーカラ》の3曲が演奏された。特に《「ムクの木の話し」》は、太平洋戦争中に構想され、1947年に封切られた同名の教育用アニメーション映画のために書き下ろされた作品で、映画には平和へのメッセージが強く込められている。今回の公演は映画の上映を伴った劇場初演であり、映画の上映自体も封切以来約70年ぶりのことであった。

## エピソード

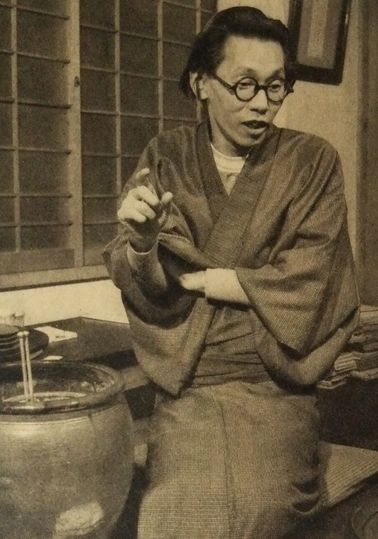
『アサヒグラフ』（朝日新聞社）1955年2月16日号のインタビュー記事より

- 映画研究者のドナルド・リチーは、1947年に占領軍のタイピスト（のち機関紙記者）として来日した際、趣味の音楽を通じて早坂と親交を持つようになった。その縁で、当時外国人の立入が困難であった日本の映画撮影所の見学が出来るようになったという[16][17]。
- 2007年10月、北海道歌志内市の安楽寺で、早坂が使用していたオルガンが一般公開された。同寺の前住職・相河悳昭は、早坂とは北海中学時代の同級生で、在学中は早坂宅に下宿していた。中学5年の時、母親を失ったことで経済的苦境に陥った早坂は、相河の実家の寺の日曜学校で教えることと引き換えに、寺から学費等の援助を受けるようになった。早坂は、当時自前のピアノを持っていなかったこともあり、その後も相河家でオルガンを演奏したり、曲作りをすることが多かった。その中から生まれた作品の一つが『古代の舞曲』で、楽譜の草稿が現在も同寺に保管されている[18]。
- イタリアの作曲家で映画音楽の分野でも活躍したニーノ・ロータは、1976年の来日時のインタビューで、印象に残った日本の映画音楽として、（早坂が手掛けた）『羅生門』と『七人の侍』を挙げた。ロータは『羅生門』の音楽について、「黒澤明監督は早坂文雄にラヴェル風のボレロを使わせているが、我々にとって西洋音楽は内輪のもので、ヨーロッパの映画のような印象を受けた。だが、とてもよくできている音楽だと思う」とコメントしている[19]。

## 作風と後世への影響
早坂は「汎東洋主義」を唱え、日本的・東洋的な美学を、作品に生かそうと試みた。その美学とは主に東洋の伝統芸術から見出した様式美であり、戦前の代表作《左方の舞と右方の舞》（1941年）では、円熟した雅楽的要素とともに絵巻物との近似性も認められる（清瀬保二の評）。また、彼は調性音楽では東洋的な形而上的世界を表現するのは不可能と考え、その突破口を東洋的な感性に立脚した上での無調に見出した。この試みは晩年の作品《管弦楽のための変容》（1953年）、《ユーカラ》（1955年）などに結実された。
早坂の「汎東洋主義」は、音楽の枠組みをそれまでの西洋的なものから東洋的なものへと開放するための試みと言うことも出来るが、その方法論は後の世代の作曲家（芥川也寸志、黛敏郎、武満徹、佐藤慶次郎、湯浅譲二、佐藤勝など）にも大きな影響を与え、特に武満は《弦楽のためのレクイエム》を早坂に献呈している。湯浅譲二は、「早坂さんは映画音楽で名高く、私にとっては音楽の先達として尊敬してきた人。現代音楽史において、日本と西欧の違いを真剣に考えた最初の作曲家」と位置づけている。
現在ではあまり演奏される機会はないが、《うぐひす》などの歌曲作品は、青山恵子・米良美一ら国内の声楽家によって、コンサート等で取り上げられる回数が徐々に増えている。また、近年キングレコードから管弦楽作品集、ナクソスから《ピアノ協奏曲》、フォンテックから《ユーカラ》などがCD化されている。なお、ピアニストの高橋アキは、2000年のサントリーホール機関紙によるアンケートで、「21世紀に伝えたい20世紀の音楽」として、早坂の《室内のためのピアノ小品集》を挙げており、2004年に同作品を中心としたアルバムをリリースしている。

## 作品リスト
この作品リストは、『音友ムック 日本の作曲20世紀』、および明治学院大学日本近代音楽館編纂の「早坂文雄年譜」に基づく。現在は散逸している作品、早坂本人によって破棄された作品、未出版の作品を含む。また、楽譜が散逸している作品はその旨を付記した。

### 管弦楽曲・協奏曲
- 二つの讃歌への前奏曲（1935年）[24]
- 古代の舞曲（1937年）
- 蝦夷地の祭りによるインヴェンション（1937年）散逸
- 小管弦楽曲《ユーカラ》（1937年）（1955年の作品とは別の楽曲である）
- 小管弦楽のための音楽 第1番 ト長調（1938年）
- 虎杖丸（1938年）
- ホルン小協奏曲（1938年）
- ピアノ協奏曲（1938年）（1948年の作品とは別の楽曲である）未完
- 雪国によせる交響詩（1939年）
- 管弦楽のための音楽 第1番 変ロ長調（1939年）
- 序曲ニ調（1939年）[25]
- 管弦楽のための音楽 第2番（1940年）未完
- 弦楽オーケストラのためのアダージオ（1940年）[26]
- 左方の舞と右方の舞（1941年）[27]
- 子どものための管弦楽曲《私のいへ》（1941年）
- 讃頌祝典之楽（1942年）[28]
- 民族絵巻（1944年）
- 交響的童話《ムクの木の話》（1946年）
- ピアノ協奏曲（1948年）[29]
- 管弦楽のための変容（1953年）[30]
- 交響的組曲 《ユーカラ》（1955年）
- 交響曲（スケッチのみ。未完）
- シンフォニア・ニルヴァーナ（1955年5月に芥川也寸志との対談で語られた構想のみ。未完）

### 室内楽曲
- 夜の田園詩曲（1938年）
- フルートとピアノのためのバラード（1945年）
- キャプリチオ（1949年）
- 弦楽四重奏曲（1950年）
- ヴァイオリンとピアノのための二重奏（1950年）
- 8人の奏者による7つの部分の組曲（1952年）

### 器楽曲
- 奏鳴曲第2番（1933年）散逸 ギターのための作品
- エリック・サティ礼讃（1933年）散逸 同上
- 祝福（1942年）オルガンのための作品

### ピアノ曲
- 君子の庵（1934年）
- 激越なる小品（1934年）散逸
- エヴォカシオンⅠ、Ⅱ（1934年）
- サティ讃歌（1934年）散逸
- 夜曲第1番（1937年）(チェレプニン・コレクション No.31)
- ダンス（1937年）散逸
- 2つの舞曲（1939年）
- ピアノのための五つの楽章（1940年）
- 五音音階によるピアノアルバム第1、第2（1940年）
- 子どものためのピアノ音楽（1940年）散逸
- 武曲三彩（1940年）
- 室内のためのピアノ小品集・第1集（1941年）
- ピアノのための4つの前奏曲（1942年）
- 或る秋の祭りのための前奏曲（1944年）
- ロンド（1944年）
- ミュージカル・ボックス（1945年）
- ピアノのためのロマンス（1945年）
- 九月のワルツ（1945年）
- 恋歌（1946年）
- 七月のワルツ（1946年）
- 哀歌（1947年）散逸
- 夜の悲歌（1947年）散逸
- 詩曲（1947年）
- 三つの挽歌（1947年）
- 夜曲第2番（1947年）
- バルカローレ（1947年）
- 秋（1947年）
- 告別（1947年）
- 雨（1947年）
- 孤独（1947年）
- 筝うた（1947年）
- 君が心は（1949年）
- 母を葬るの歌（1949年）散逸

### 舞踊曲
- 若柳敏三郎氏のための舞踊曲『武曲三彩』（1941年）

### 歌曲
- 祭典（1936年）
- 海の若者（1939年、佐藤春夫詞）[31]
- 朝みどり（1945年）
- 春夫の詩に拠る四つの無伴奏の歌（1947年、佐藤春夫詞）
  - うぐひす
  - 嫁ぎゆく人に
  - 孤独
  - 漳州橋畔口吟（しょうしゅうきょうはんくぎん）
- 童謡《かくれんぼ》（1947年）

### 合唱曲
- 不仁山を眺めて（1936年）散逸
- 開けてゆく蝦夷より 序詞（1941年）
- 初つばめ（1941年）

### 映画音楽
作品番号は秋山邦晴『昭和の作曲家たち』に基づく。
- リボンを結ぶ夫人（1939年/監督：山本薩夫）作品1 散逸
- 海軍爆撃隊（1940年/監督：木村荘十二）作品2
- 娘々廟会（1940年/監督：芥川光蔵・満鉄・記録映画）作品3 [注 2]
- 伊那節（1940年/監督：亀井文夫・記録映画）作品4
- 機関車C57（1940年/芸術映画社・記録映画）作品5
- 燃ゆる大空（1940年/監督：阿部豊）作品6
- 旅役者（1940年/監督：成瀬巳喜男）作品7
- 山国村（1940年/監督：下村兼人・記録映画）作品8
- 協同の記録（1940年/記録映画）作品9
- 指導物語（1941年/監督：熊谷久虎）
- 白鷺（1941年/監督：島津保次郎）作品10
- 集団検診（1941年/記録映画）作品11
- 虞美人草（1941年/監督：中川信夫）作品12
- 日本の重工業（1941年/監督：伊勢長之助・記録映画）作品13
- オロチョン（1941年/監督：吉田秀雄・記録映画）作品14
- 若い先生（1941/監督：佐藤武）作品15　※『女教師の記録』から封切り時に改題
- 北の同胞（1941年/理研・記録映画）作品16
- 工業日本（1941年/記録映画）作品17
- 日本の小学校（1942年/記録映画）作品18
- 機関車パシハ（1942年/満鉄・記録映画）作品19
- 緑の大地（1942年/監督：島津保次郎）作品20
- 手工業（1942年/記録映画）作品21
- 南海の花束（1942年/監督：阿部豊）作品22
- 母の地図（1942年/監督：島津保次郎）作品23
- 小春狂言（1942年/監督：青柳信夫）作品24
- 逞しき前進（1942年/監督：伊勢長之助）作品25
- あの旗を撃て コレヒドールの最後（1944年/監督：阿部豊）作品26　※外国版公開時に早坂が作曲し直した
- 電波探知機（1944年/記録映画）作品27
- 日本剣豪伝（1945年/監督：滝沢英輔）作品28
- 北の三人（1945年/監督：佐伯清）作品29
- 緑の故郷（1946年/監督：渡辺邦男）
- 民衆の敵（1946年/監督：今井正）
- 四つの恋の物語（1947年/監督：豊田四郎、成瀬巳喜男、山本嘉次郎、衣笠貞之助）
- ムクの木の話（1947年/監督：丸山章治）
- 女優（1947年/監督：衣笠貞之助）
- 酔いどれ天使（1948年/監督：黒澤明）[7]
- わが愛は山の彼方に（1948年/監督：豊田四郎）
- 富士山頂（1948年/監督：佐伯清）
- 生きている画像（1948年/監督：千葉泰樹）
- 虹を抱く処女（1948年/監督：青柳信雄）
- エノケンのとび助冒険旅行（1949年/監督：中川信夫）
- 野良犬（1949年/監督：黒澤明）
- 春の戯れ（1949年/監督：山本嘉次郎）
- 醜聞（1950年/監督：黒澤明）
- 羅生門（1950年/監督：黒澤明）[33][7]
- 雪夫人絵図（1950年/監督：溝口健二）
- 女性対男性（1950年/監督：佐分利信）
- 暁の脱走（1950年/監督：谷口千吉）
- 窓から飛び出せ（1950年/監督：島耕二）
- 細雪（1950年/監督：阿部豊）
- 白痴（1951年/監督：黒澤明）
- めし（1951年/監督：成瀬巳喜男）
- 風雪二十年（1951年/監督：佐分利信）
- 馬喰一代（1951年/監督：木村恵吾）
- 生きる（1952年/監督：黒澤明）
- 慟哭（1952年/監督：佐分利信）
- 人生劇場 第一部（1952年/監督：佐分利信）
- 人生劇場 第二部（1953年/監督：佐分利信）
- 広場の孤独（1953年/監督：佐分利信）
- 雨月物語（1953年/監督：溝口健二）
- 山椒大夫（1954年/監督：溝口健二）
- 七人の侍（1954年/監督：黒澤明）[7]
- 近松物語（1954年/監督：溝口健二）
- 叛乱（1954/監督：佐分利信）
- 楊貴妃（1955年/監督：溝口健二）
- 新・平家物語（1955年/監督：溝口健二）
- あすなろ物語（1955年/監督：堀川弘通）
- 生きものの記録（1955年/監督：黒澤明）

### 校歌・団体歌
- ひまわり児童園の歌（東京都、1945年）散逸
- 江別市立第三中学校校歌（北海道、1949年）
- 札幌市立札幌中学校校歌（北海道、1953年）
- 歌志内市立歌志内中学校校歌（北海道）
- 五所川原市立金木中学校校歌（青森県）
- 札鉄行進曲（1941年）
- 第三師団歌（1941年）散逸
- 慶応義塾戦没職員讃歌（1942年）
- 文学座座歌（1950年）

## 親族
次女は元歌手の早坂絃子（いとこ）。写真家の北浦凡子（なみこ）は孫（絃子の長女）に当たる。また、縁戚に当たる人物として、ソプラノ歌手の平山美智子がいる。

## 関連作品

### 書籍
- 西村雄一郎『黒澤明と早坂文雄　風のように侍は』筑摩書房、2005年10月
- 西村雄一郎『北の前奏曲　早坂文雄と伊福部昭の青春』音楽之友社、2023年5月

### 映画
- 『虹を抱く処女』（1948年、東宝。佐伯清監督、高峰秀子・上原謙主演） - 上原が演じる病弱な作曲家・日高は早坂をモデルとしている[36]。

### テレビ・ラジオ番組
- ラジオドキュメンタリー『八人目のサムライ 作曲家・早坂文雄の生涯』（1993年2月7日、東北放送。ナレーター・山﨑努）
- 『ノンフィクションW 天才作曲家・早坂文雄 幻のテープが語る「七人の侍」』（2014年11月8日、WOWOW。出演：久石譲、ナレーター：宮沢りえ、音楽：清水靖晃）[37][38]
- 『yes！～明日への便り』第三百四十二話 道を探し続ける －【宮城篇】作曲家 早坂文雄（2022年3月12日、TOKYOFM。ナレーター・長塚圭史）[39][40]

### CD
- 『早坂文雄と芥川也寸志の対話』（Salida、2022年7月）※1955年5月の芥川也寸志によるインタビュー音源[41]
- 『黒澤明と早坂文雄の対話』（Salida、2023年12月）1955年５月、映画『生きものの記録』脚本脱稿直後の黒澤明と早坂文雄の打ち合わせ録音などを収録